# Óbudaisziget
Az Óbudaisziget (egybeírva) Budapest III. kerületének egyik városrésze. Területe megegyezik a névadó Óbudai-szigettel. Kedvelt kirándulóhely, ám nagyobb ismertségre nem ezért, hanem az itt 1993 óta minden évben megrendezett Sziget Fesztivál miatt tett szert. A városrész 2001-ben egyetlen személy kivételével nem rendelkezett állandó lakossággal.

## Fekvése
A Duna hordalékából létrejött sziget az óbudai part mentén, az 1651. és az 1654. folyamkilométer között fekszik. Területe 108 hektár, hossza 2750 m, legnagyobb szélessége az 1653-as folyamkilométer vonalában 500–500 m. Óbudától 70–80 m széles Duna-ág választja el, déli végén áthalad az Árpád híd. Eredetileg zátonysziget volt és két közeli részből állt. A vízügyi szempontból hullámtérbe sorolt szigetet két oldalról megerősített nyári gátak védik, a nagyobb árvizek alkalmanként elöntik.

### Megközelíthetősége
Nyugati oldalán a Hajógyári híd és a K-híd köti össze Óbudával, ez utóbbin közlekedik április végétől október közepéig, hétvégente a BKV Zrt. 226-os jelzésű autóbuszjárata, aminek a végállomása a sziget belsejében található.

#### A Sziget Fesztivál idején
A Sziget Fesztivál ideje alatt a szigetet a 226-os busz nem tudja megközelíteni. A BKV Zrt. a fesztivál első napjaiban kizárólag a Liszt Ferenc nemzetközi repülőtér 2-es termináljától a fesztiválhoz, majd a fesztivál utáni első napon a repülőtér felé SZIGET jelzéssel expresszjáratot üzemeltet, ami igénybe vehető a Sziget Budapest CITYPASS karszalaggal is.

## Története
Fénykorát a II. században élte. A 106-ban itt épült helytartói palota Pannónia legimpozánsabb lakóépületeinek egyike volt. Építettek hozzá kikötőt is. A Hadrianus-palota és a katonai tábor 9000 m² nagyságú területen helyezkedett el.
409 után a sziget elhagyatottá vált. Mátyás király korában erdő borította vadászterület volt. Később a Zichyek tulajdonába került.
Igazán fontossá csak az 1800-as években vált, amikor a déli végén gróf Széchenyi István megalapította az Óbudai Hajógyárat. (Ő volt a magyar evezős sport megalapítója is.) Római falmaradványokra először 1836-ban bukkantak, amikor a Vidra kotróhajó a hajógyári öblöt mélyítette. 1836-ban bocsátották vízre az itt készült első hajót, az Árpád gőzöst. A sziget területéből 28 hektárt foglalt el a hajógyár. A többi részen az erdőt nagyrészt kiirtották és a helyén mezőgazdasági művelést folytattak. 

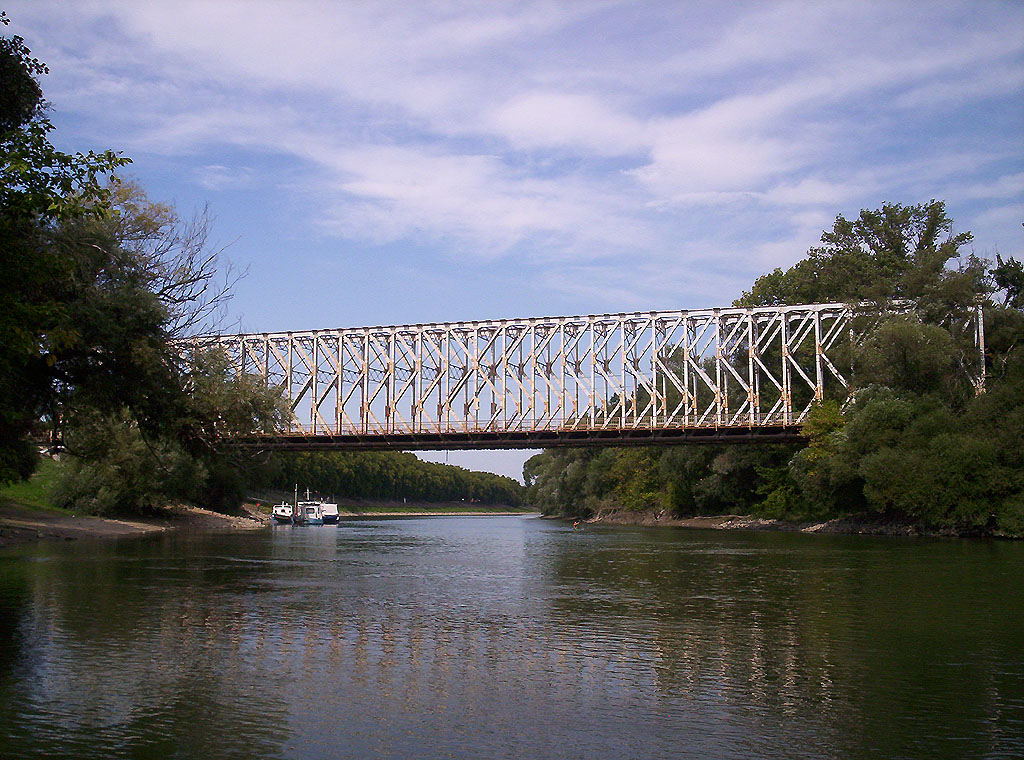
Az 1955-ben épített K-híd

1858-ban építették a Hajógyári híd elődjét, az első állandó hidat a Duna-ágban, ami fából készült tolóhíd volt. 1884-ben épült helyére vasból az emelőhíd, majd 1968-ban a mai vasbeton híd. 1955-ben készült el a K-híd és rajta keresztül az iparvágány a Hajógyárhoz, valamint a Hídépítő Vállalat itt lévő telephelyéhez.
Az 1960-as évek elején a sziget keleti partján üdülőtábor létesült bungalókkal, úszómedencékkel, sportpályával; később kibővült és úttörőtáborként üzemelt. A hajógyár közvetlen szomszédságában, elsősorban az ott dolgozók részére sporttelepet létesítettek. A sporttelepen gondnoki lakás, medencék, kabinok, csónakház, saját stég, büfé, hajókölcsönző (az egykori Ezermester Vállalat üzemeltetésében), valamint teniszpályák, salakos és füves focipálya is volt. A hajógyárnak saját focicsapata volt. A gyár megszűnése után halászcsárda és lovarda üzemelt (saját hajókikötővel) az egykori csónakház és kabinok épületeiben. 2006-2007 telén régészeti feltárás kezdődött a területen Emiatt az itt működő vállalkozások bezárni-költözni kényszerültek. A területet fém kerítéssel lezárták, ami azóta is látható. A régészeti munkálatok végeztével a terület gondozatlan, a régi épületek romjai és az egykori focipálya helye kivehető a műholdképen
A sziget nagyobbik részén továbbra is kukorica- és répaföldek voltak, sőt rózsatermesztés is folyt, egészen 1972 végéig. Ekkor megszűnt a mezőgazdasági művelés, majd a következő évben sor került a 34 hektáros szabadidőközpont kialakítására, amelyet Pest-Buda-Óbuda egyesítésének 100. évfordulójára adtak át és Május 9. parknak neveztek el. Parkolót és közutat építettek hozzá, valamint 1975 és 1995 között a 142-es autóbuszjárat is összekötötte az óbudai Szentlélek térrel. Több játszóteret létesítettek a szigeten, a leghíresebb a ródlidomb és a csúszdás játszótér volt. Ehhez 18 000 m³ törmeléket, földet használtak fel. A játszótér 1999-ben leégett, helyén az újat 2004-ben adták át.
A sziget fő feltáró útja mentén hat, észak-déli tájolású teniszpálya épült. Állapotuk meglehetősen leromlott az évek alatt, ezért elbontásuk után 2019-ben szabadtéri sportparkot építettekA sziget északi csúcsán régebben szivattyútelep működött, és az Óbudai Gázgyár zagyot tárolt. Az 1-1,5 m magasan felhalmozott  zagyra termőföldet terítettek. A terep rendezésekor terephullámokat, dombokat alakítottak ki, amelyekről jó kilátás nyílik a parkra.

### Nevének eredete és a hajógyár

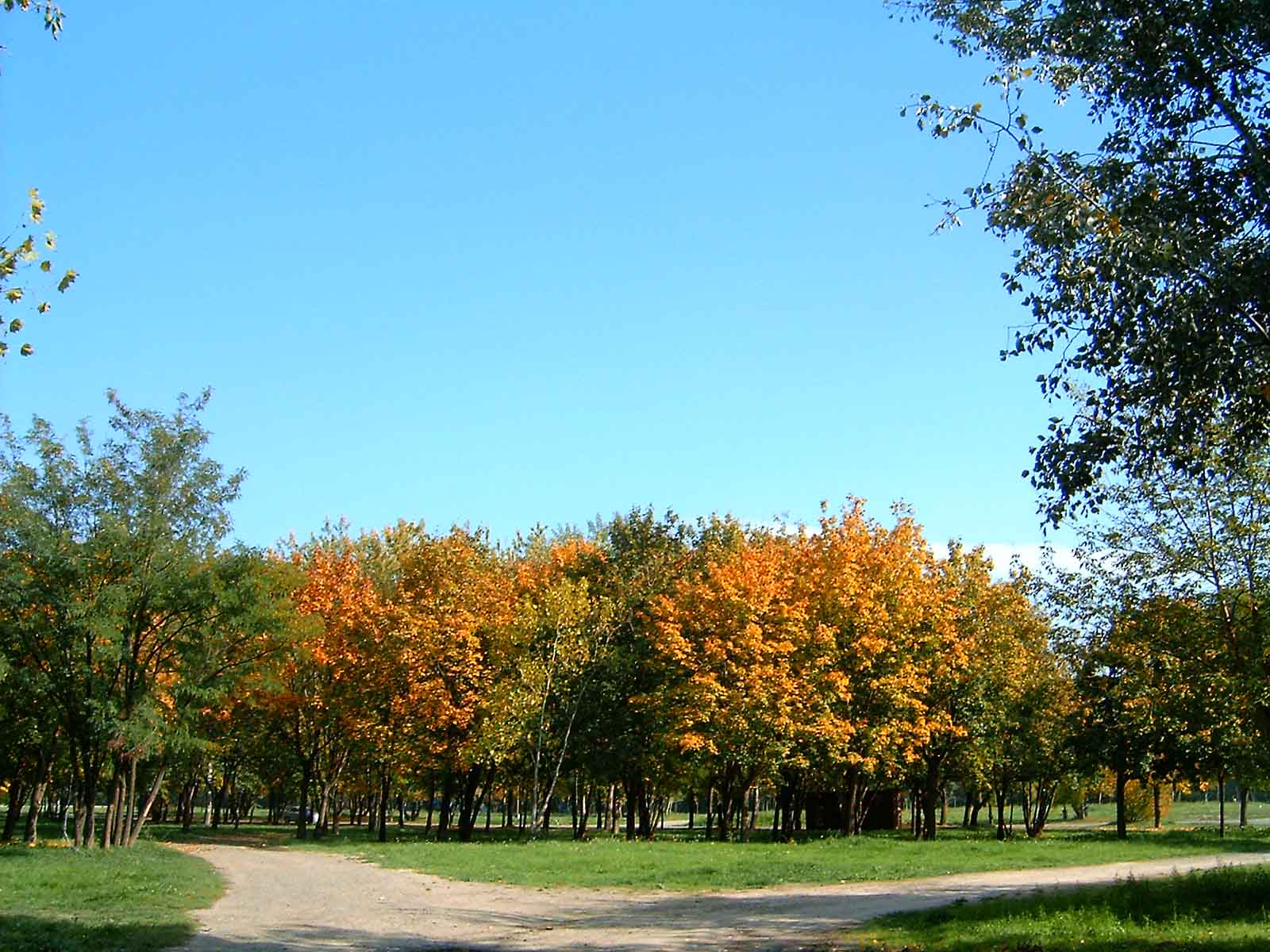
A park egy része

Az 1900-as évek környékén Nagy-szigetnek hívták. Később (máig is) Hajógyári-sziget néven is emlegetik, mert déli végében működött egykor az Óbudai Hajógyár. Ennek épületeibe az ipari tevékenység megszűnése után különböző cégek költöztek. Az ezredforduló és a 2013 között Vizoviczki László vállalkozó több szórakozóhelyből álló hírhedt vigalmi negyedet működtetett. A sziget kikötőjében működik a Magyar Yacht Klub. A volt hajógyár területén találták meg Hadrianus aquincumi római helytartó palotáját, amely még feltárásra és bemutatásra vár.